# Franz Aschenwald
Franz Aschenwald (ur. 11 stycznia 1913 w Mayrhofen, zm. 31 stycznia 1945 w Wiedniu) – austriacki skoczek narciarski, uczestnik Zimowych Igrzysk Olimpijskich 1936 w Garmisch-Partenkirchen.

## Igrzyska olimpijskie
Franz Aschenwald uczestniczył w Zimowych Igrzyskach Olimpijskich 1936 w Garmisch-Partenkirchen. Na igrzyskach wystąpił w konkursie skoków na skoczni normalnej K-80. Zawody ukończył na 36. miejscu wśród 48 zawodników biorących udział w konkursie. Zawody zostały zdominowane przez Norwegów, którzy zajęli trzy miejsca w pierwszej piątce konkursu. Były to jego jedyne igrzyska w karierze.
Aschenwald poległ 31 stycznia 1945 roku podczas II wojny światowej.